# Strajk
Strajk is een Duits-Poolse dramafilm uit 2006 onder regie van Volker Schlöndorff.

## Verhaal
In de jaren '60 zijn de werkomstandigheden in de fabrieken van Polen erg slecht. Onder de arbeiders bevindt zich een kleine, onopvallende vrouw. Ze is van plan om de maatschappelijke problemen in haar vaderland aan de kaak te stellen.

## Rolverdeling
- Katharina Thalbach: Agnieszka Kowalska
- Dominique Horwitz: Kazimierz
- Andrzej Chyra: Lech Wałęsa
- Wojciech Solarz: Krystian
- Raphael Remstedt: Krystian als kind
- Marta Straszewska: Maria
- Ewa Telega: Mirka
- Dariusz Kowalski: Bochnak
- Barbara Kurzaj: Elwira
- Maria Maj: Chomska
- Krzysztof Kiersznowski: Mateusz
- Andrzej Grabowski: Sobecki
- Wojciech Pszoniak: Kamiński
- Adam Trela: Jaglelski
- Jowita Miondlikowska: Dobrowolska
- Joanna Bogacka: Szymborska
- Marek Brodzki: Professor
- Magdalena Boć: Arbeidster
- Hubert Duszyński: Opzichter
- Katarzyna Filimoniuk: Journaliste
- Henryk Gołębiewski: Marek
- Krzysztof Gordon: Functionaris
- Janusz B. Czech: Functionaris
- Marta Kalmus: Arbeidster
- Izabela Gulbierz: Arts
- Piotr Gulbierz: Opzichter
- Wojciech Kalarus: Leraar
- Dorota Kolak: Kamińska
- Hubert Koprowicz: Arbeider
- Elżbieta Mrozińska: Secretaresse
- Julia Popkiewicz: Arbeidster
- Magdalena Smalara: Renata
- Anna Wydra: Vrouw van Lech
- Patrycja Ziomek: Arbeidster

## Muziek
De regisseur Volker Schlöndorff heeft componist en muzikant Jean-Michel Jarre benaderd, kort na het Space of Freedom-concert van de Fransman op de scheepswerven van Gdańsk in 2005, voor het maken van de soundtrack, waarmee Jarre heeft ingestemd en de volgende 6 nummers heeft verstrekt:
- "Shipyard Overture (Industrial Revolution: Overture)"
- "Space of Freedom (March 23)"
- "Suite for Flute"
- "Theremin Memories"
- "Tribute to Jean Paul II (Acropolis)"
- "Pleasure Principle"

De meeste nummers verschenen ook op de dvd Solidarnosc Live 2005, de muziek van het Space of Freedom-concert,  met uitzondering van "Pleasure Principle" dat afkomstig is van Jarre's album Geometry of Love.